# Koskullskulle
Koskullskulle (i vardagligt tal Kullen eller Kos) är en tätort i Malmbergets distrikt (Gällivare socken) i Gällivare kommun, belägen 7 kilometer nordost om Gällivare och cirka 3 kilometer nordost om Malmberget.
Orten har namngivits efter Georg Adolf Koskull, som var landshövding i Norrbottens län 1816–1821. Gruvan i Koskullskulle öppnades 1825. År 1898 utökades driften av Bergverks AB Freja. Under 1930-talet tillhörde gruvan det tjeckoslovakiska Witkowitzer Eisenwerke, vars egendomar 1939 beslagtogs av det nazistiska Tyskland. 1950 övertogs företaget av LKAB, som fortfarande bedriver gruvverksamhet i det närliggande industriområdet Vitåfors.
Den första stadsplanen utformades av Henrik Wennerström 1902. Samhället har under 2010-talet ökat sin befolkning som en följd av samhällsomvandlingen av Malmberget.

## Historia

### Gruvdriftens historia
Malmen i det blivande Gällivare malmberg upptäcktes på 1600-talet. 1736 fick kapten Carl Johan Thingwall vid Västerbottens regemente mutsedel på en topp, sedermera kallad Tingvallskulle. Vid inspektion fann bergmästare Seger Svanberg malm på fler platser, bland annat en fyndighet en fjärdedels mil sydöst om berget Välkomman. Den platsen var nuvarande Koskullskulle.
Efter finska kriget tillsattes 1817 en kommitté, som skulle besiktiga malmfyndigheterna i Lappland. Kommittén föreslog inrättande av en bergslag mellan Sammakko utanför Gällivare och Vännäsberget i Överkalix kommun. Malmen skulle förädlas i Gyljen och Koskullskullemalmen ansågs fördelaktigt placerad med dess närhet till Lina älv. En av kommitténs medlemmar var landshövdingen i Norrbotten, Georg Adolf Koskull, och efter honom döptes fyndigheten, som låg 500 alnar öster om malmkroppen Ridderstolpe, till "Koskulls kullar".
De första inmutningarna gjordes 1817, och som kommittén föreslagit bildades 1826 Gyljens bolag och ett järnverk förlades dit. Emellertid användes inte Lina älv för transport när brytningen väl kom i gång; i stället fraktades materialet med dragdjur till Skröven och därifrån vidare till Gyljen. På grund av höga kostnader avbröts verksamheten och Gyljens bolag upplöstes. De engelska Gällivareverken var ointresserade av Koskullskullegruvan och knappt någon verksamhet pågick under resterande delen av seklet. 1888 utmålslades gruvan; utmålen köptes dels av Karl Johan Sohlberg på Kengis bruk, dels av trävaruaktiebolaget Bergman, Hummel & Co. Eftersom järnmalmen var lika fri på fosfor som den i Kaptensgruvan i Malmberget, bröts dessa kroppar ihop. Fyndigheten minskade dock stadigt; 1833–1840 bröts 1 500 ton och 1851–1860 endast 500 ton.
Chefen för Eisenwerk Witkowitz AG i Österrike-Ungern, Emil Holz, var bekant med Franz Kochum, son till ägaren av Kochums Mekaniska Verkstad i Malmö. 1897 bildade Kochum och några intressenter Bergverks AB Freja med Kochum som styrelseordförande. Freja köpte alla utmålen och sålde dem vidare till Witkowitzverken, där chefen ägde majoriteten av aktierna i bolaget. Carl Otto Bergman gjorde anspråk på Koskullskullefyndigheterna och ett utmål kallat Försöket, men tilläts inte av bergmästaren, att göra köp. Också AB Gellivare Malmfält var spekulant, men var inte nog kapitalstarkt, att konkurrera med Freja. Freja köpte också hemmanen Puoitak och Kaptensgården av Bergman, Hummel & Co.
De tre utmålen från 1888 tillökades med ytterligare tre 1889 och två 1902. Freja ägde inmutarrätten för de två sista utmålen, medan staten ägde jordägarandelarna, som utarrenderades till Freja fram till 1921 och förnyades sedan med fem år. Malmen var dels fosforhaltig, dels fosforfattig, och bedömdes vara av god kvalitet. En stor del av produkten exporterades till Witkowitz och efter sekelskiftet 1900 blev Koskullskullegruvan Sveriges fjärde största exportgruva med en årlig export på omkring 200 000 ton. 1910 köptes majoriteten av aktierna i Witkowitzverken av familjen Rothschild.
I och med Frejabolaget effektiviserades gruvdriften. Verksamheten inleddes, då en dagpall anlades i september 1898. Redan 1899 översteg produktionen 100 000 ton och under första världskriget hölls produktionen årligen på 300 000 ton. Brytningen skedde genom dagbrott tills man 1919 började idka magasinbrytning av kvarstående partier vid hängväggen. 1898 färdigställdes en åtta kilometer lång järnväg till Gällivare, och sålunda anslöts Koskullskulle till Malmbanan. Det första malmtåget från Koskullskulle anlände till Luleå hamn den 21 oktober 1899.
Mellan 1903 och 1908 fanns en linbana i drift till Nautanen, omkring sex kilometer bort, varifrån anrikad järnmalm och koppar fraktades till Koskullskulle.

### Tidig bebyggelse
1906 sysselsatte gruvan omkring 120 arbetare. Under Freja-eran var tillvaron relativt god för de anställda. Arbetarna med familjer åtnjöt fri sjukvård och en måttlig änkepension infördes. Som kontorslokaler använde Freja Kaptensgården, uppförd 1779 av Samuel Gustaf Hermelin. Tjänstemannabostäder byggdes i Koskullskulle 1901 och Frejas kontor med disponentbostad flyttade dit 1909 i samband med att LKAB köpte Kaptensgården och hemmanen Malmsta I och II.
Det enda huset som fanns i Koskullskulle från före 1898 var ingenjör Vilhelm Vernins bostad. Freja byggde en ungkarlsbarack med åtta rum och kök, en familjebostad med åtta enrumslägenheter med kök och, i ett senare skede, fyra familjebostäder med åtta lägenheter. Förutom ett par privata butiker drevs sedan 1899 en livsmedelsaffär i gruvbolagets regi. Fackföreningen etablerades 1898. 1902 invigdes Folkets hus med kök, scen, ett klubbrum, en mindre sal och en större sal på 190 kvadratmeter samt fyra lägenheter. Huset hade en bottenyta på 513 kvadratmeter. Sydost om gruvan växte en kåkstad, liknande den i Malmberget men mindre, fram med sporadiskt byggda arbetarbostäder. På kort tid byggdes bland annat en ångcentral, malmkaj laboratorium samt etablerades telefonledning till Gällivare.
Omgående bad Freja kronan upplåta ett område på 114,7 hektar för bebyggelse. Ingenjör Henrik Wennerström, som utarbetat detaljplaner för Malmberget och Gällivare, och som dessutom var Frejas disponent i Koskullskulle, uppdrogs utforma en stadsplan, som färdigställdes 1902. Wennerström önskade skapa ett större samhälle än vad slutresultatet blev, försett med bland annat kapell, sjukhus, skola och begravningsplats. I stadsplanen uppdelades orten av ett industriområde och ett samhälle med järnvägen mitt emellan. En myr som låg i samhällets centrala del utdikades och exploaterades under första världskriget. I samhällets sydvästra del skissade Wennerström ett torg, som tomtreglerades 1929–1931.
Huvudgatan Skolgatan bebyggdes mellan 1907 och 1910, och gruvbolaget inköpte några fastigheter i kåkstaden och rustade upp dem. Avloppssystem inrättades i bolagsområdet 1910–1911 och i arbetarkvarteren 1937. Skolan, som inrymde 60 elever, fick elektriskt ljus 1906 och 1917 elektrifierades hela det stadsplanerade området samt kåkstaden. Frejas erbjudande om räntefria egnahemslån från 1928 föranledde omfattande nybyggande. Därefter minskade byggnationerna och på 1940-talet uppstod endast några bostadshus och ett pensionärshem. På 1950-talet skedde en ny byggsatsning, och ett tag fanns på orten fyra matvaruaffärer och ett snabbköp.
Telefonstationer inrättades i Gällivare 1894 och i Malmberget 1897. Freja installerade en tionummersväxel i Kaptensgården 1898 och efter att Kaptensgården sålts till LKAB kopplades abonnemanget under Malmbergets telenät. Att Koskullskulle inte hade egen växel ledde till höga tilläggskostnader och få innevånare hade råd med egen telefon. Först 1941 uppfördes en växelstation, den första helautomatiska i kommunen, på Solbacken. Efter att Malmberget automatiserades 1954 ersattes den av en automatstation på Malmvägen.

### LKAB övertar gruvan
Från att under första världskriget varit mycket produktiv, gick gruvan sämre efter freden. Mellan 1921 och 1924 låg driften periodvis helt nere, och 1926 och 1927 måste arbetstimmarna minskas avsevärt. Den svåra ekonomiska depressionen på 1930-talet föranledde driftstopp mellan 1932 och 1934, varför arbetarna sysselsattes med andra göromål i form av snöröjning och dränering. Full arbetstid kom i fråga först 1936. Liknande svårigheter återupplevdes under andra världskriget. När Nazityskland genomförde Anschluss och besatte Witkowitzverken, ansåg sig nazisterna berättigade till baron Rothschilds aktieinnehav i Freja och i förlängningen till Koskullskullegruvan. Emellertid accepterade inte Stockholms rådhusrätt, att aktierna kunde överlåtas från Rothschild, som gått i exil, till tyska staten. Rothschild kunde återvända och uppta verksamheten igen efter freden. Efter Pragkuppen i Tjeckoslovakien, där sätet för Witkowitzverken då låg, framställde Sovjetunionen likadana krav på gruvan som nazisterna gjort. Frågan löstes 1950, då LKAB övertog aktierna och fördelade köpesumman mellan Rothschild och Witkowitzverken.
Sammanlagt beräknades malmens kvantitet uppgå till tio miljoner ton och köpet kostade LKAB 33 miljoner. Malmfyndigheten hade en areal på 25 000 kvadratmeter; därtill fanns också den så kallade Indianmalmen på ytterligare 2 000 kvadratmeter. Omkring 450 000 ton bröts årligen efter förvärvet.
I början på 1950-talet började krossat material transporteras för förädling på underjordiska band. Stora Malmlagret, Kaptenslagret, Dennewitz och Koskullskulle sammanbands genom stollar med en central uppfordring. Verk, bangårdar och utfrakt förlades till Vitåfors strax väster om Koskullskulle, och järnvägsnätet runt Malmberget avvecklades. Vitåfors, Tingvallskulle och Dennewitz tömdes på innevånare och bostadskvarter, vilket gör att Koskullskulle är den enda av Malmbergets forna gruvförorter som fortfarande existerar som samhälle.
1967 invigde LKAB ett nytt metallurgiskt laboratorium i Koskullskulle. Från att på 1960-talet varit framgångsrik, gick gruvan sämre på 1970-talet till följd av oljekrisen och stålkrisen. Den åtråvärda fosforfria malmen tog slut och produktionen upphörde definitivt 1976. Gruvan fylldes igen på 1990-talet.

## Samhällsutveckling

### Efter 1950-talet
Med LKAB:s övertagande av gruvan och koncentrationen av driften till Vitåfors inföll på 1950- och 1960-talen en period av ökad samhällsutveckling och befolkningstillväxt. Stadsplanen utökades och på 1960-talet skapades villaområdet Solbacken ovanför järnvägen. Inom det gamla bolagsområdet uppfördes nya kvarter med Apatitvägen på 1970-talet. På 1980-talet ersattes äldre kvarter på Övre Kullen med ett villaområde. På 1990-talet skedde inflyttning av yngre personer och barnfamiljer. Biblioteket slopades och en bokbusstur inrättades i dess ställe.
Persontrafiken på järnvägssträckan till Vitåfors lades ned på 1950-talet, varvid Koskullskulle stationshus, rest 1897, rivningshotades. Föreningen Malmbanans Vänner lät 1987 frakta huset till Norrbottens Järnvägsmuseum i Karlsvik och restaurerade delar av innandömet.
Eftersom Koskullskulle är beläget mellan Gällivare och Malmberget, som historiskt haft god service, har orten inte haft behov av omfattande affärsverksamhet och diverse inrättningar, utan har hållit till godo med närservice. Till exempel har orten hittills inte haft egen kyrka, fastän det i den ursprungliga stadsplanen planerades för en sådan. I stället besökte Gällivare församlings präster Koskullskulle och anordnade regelbundet gudstjänster där.
2005 stängdes Konsumaffären och därmed försvann den sista matvarubutiken. Folkets hus från 1902 stod under många decennier oanvänt och föreningen saknade medel, att bekosta renovering. Efter åratal av förhandlingar och vädjan från föreningen, övertog kommunen fastigheten och rev den 2008 för att göra plats åt bostäder.
Koskullskulle och Malmberget bildade 1932 Malmbergets kyrkobokföringsdistrikt, som 1962 omorganiserades till Malmbergets församling. 2014 uppgick församlingen i Gällivare-Malmbergets pastorat, sedan 2022 benämnt Gällivare pastorat.

### Malmbergets avveckling
På grund av samhällsomvandlingen av Malmberget flyttades mellan 2016 och 2019 över 30 hus och andra byggnader, de äldsta från 1890-talet, till Solbacken. Inflyttning i bostadshusen skedde i januari 2021. Högst upp på Solbacken placerades en kopia av Disponentvillan från 1894, som stått på Bolagsvägen i Malmberget. Huset kunde inte flyttas på grund av dess skick, men vissa detaljer tillvaratogs.
Allhelgonakyrkan i Malmberget har på grund av dess kulturhistoriska värde föreslagits flyttas till Koskullskulle, men av ekonomiska skäl har pastoratet ansökt om undantag från lagskyddet för att möjliggöra rivning av kyrkan.

## Gruvarbetarstatyn
Mellan 1902 och 1920 gällde i Koskullskulle en tomtkassa, vilket innebar, att den som skulle bygga hus på orten måste avlägga en avgift, som skulle användas för bekostande av infrastruktur. 1987 fick Koskullskulles intresseförening av länsstyrelsen kunskap om kassans existens och beslöt använda de innestående 100 000 kronorna till en skulptur. Roland Larsson, konstnärlig ledare vid Sunderby folkhögskola, formgav statyn, som fick namnet "Gruvarbetare som skjuter hund". Ordet ’hund’ syftar på den typ av vagn som användes i gruvorna och som gick under olika smeknamn.

## Utbildning
Första skolan med lärarbostad uppfördes av gruvbolaget 1899 och kort därefter inrättades en överlärartjänst. En ny skola byggdes 1910 och året innan hade ett skolkök, avsett för elever från både Koskullskulle och Dennewitz, inretts. 1939 bekostade kommunen en ny folkskola med lärarbostad. Detta skolhus revs på 1980-talet och ett allaktivitetshus med F6-skolan Myranskolan byggdes i centrum. På 1990-talet utökades Myranskolan med ett högstadium.

## Idrott
1919 bildades Koskullskulle Allmänna Idrottsförening (Kos AIF). Föreningen var på 1940-talet framstående i Norrbotten inom skidåkning, fotboll och gymnastik. Kos AIF hade 65 medlemmar 1940. Klubbens Sonja Olofsson vann SM 1937 för damer i skidor på 10 kilometer, och året därpå vann Kos AIF lag-SM på samma distans. Koskullskulle skytteförening bildades 1911 och hade 99 medlemmar 1940. En ny idrottsplats uppfördes 1922.
Backhoppning var i flera decennier en populär sport i Koskullskulle och som idrottsföreningen var framgångsrik inom. På en höjd ovanför Lina älv restes 1928 en hoppbacke kallad Frejabacken med en K-punkt på 45 meter. Där tränade backhoppare som Kurt Elimä och Jan Boklöv. Boklöv vann bland annat världscupen 1988/89. Då Frejabacken inte höll internationell standard och med åren förföll, invigdes i november 1990 hoppbacken Dundretkullen på Dundret i Gällivare, men i början på 2000-talet hade intresset svalnat, och kommunen sålde 2005 den då redan nedgångna anläggningen. Frejabacken revs 2017.
Sista lördagen i mars anordnar Kos AIF årligen sedan 1923 skidtävlingen Nautanenloppet på 10 kilometer. Kriterium för deltagande är anknytning till Koskullskulle eller Tjautjas, och fram till 2011 gällde regeln, att tävlande måste vara minst 35 år fyllda.

## Befolkningsutveckling
| Befolkningsutvecklingen i Koskullskulle 1960–2020 | Befolkningsutvecklingen i Koskullskulle 1960–2020 | Befolkningsutvecklingen i Koskullskulle 1960–2020 | Befolkningsutvecklingen i Koskullskulle 1960–2020 | Befolkningsutvecklingen i Koskullskulle 1960–2020 |
| ------------------------------------------------- | ------------------------------------------------- | ------------------------------------------------- | ------------------------------------------------- | ------------------------------------------------- |
|                                                   |                                                   |                                                   |                                                   |                                                   |
| År                                                |                                                   |                                                   | Folkmängd                                         | Areal (ha)                                        |
| 1960                                              | 1960                                              |                                                   | 1 601                                             | 105                                               |
| 1965                                              | 1965                                              |                                                   | 1 456                                             | 115                                               |
| 1970                                              | 1970                                              |                                                   | 1 318                                             |                                                   |
| 1975                                              | 1975                                              |                                                   | 1 203                                             |                                                   |
| 1980                                              | 1980                                              |                                                   | 1 101                                             |                                                   |
| 1990                                              | 1990                                              |                                                   | 1 080                                             | 272                                               |
| 1995                                              | 1995                                              |                                                   | 1 196                                             | 278                                               |
| 2000                                              | 2000                                              |                                                   | 1 072                                             | 280                                               |
| 2005                                              | 2005                                              |                                                   | 899                                               | 280                                               |
| 2010                                              | 2010                                              |                                                   | 874                                               | 278                                               |
| 2015                                              | 2015                                              |                                                   | 818                                               | 117                                               |
| 2020                                              | 2020                                              |                                                   | 1 193                                             | 134                                               |
|                                                   |                                                   |                                                   |                                                   |                                                   |

## Personer från Koskullskulle
- Jan Boklöv, backhoppare
- Göran Forsmark, skådespelare
- Kjell Knekta, keramiker